# Hâfez Aboul Madjid
Ne doit pas être confondu avec Abdul Madjid.
Hâfez Aboul Madjid, né vers 1978, est un homme politique et chef militaire taliban afghan.
Il aurait sauvé la vie du mollah Mohammad Omar lors d'un attentat à Kandahar en août 1999. Il devient chef de la police peu après. En 2003, il est nommé au conseil de direction de la guérilla talêb.